# Rosendahl
Rosendahl is een gemeente in de Duitse deelstaat Noordrijn-Westfalen, gelegen in de Kreis Coesfeld. Rosendahl telt 10.810 inwoners (31 december 2020) op een oppervlakte van 94,48 km².

## Indeling van de gemeente; bevolkingscijfer
De gemeente bestaat uit drie, religieus gezien overwegend rooms-katholieke, kernen, elk met een aantal bijbehorende gehuchten:
- Holtwick, 3.525 inwoners, aan de  westrand van de gemeente en aan de spoorlijn Ahaus - Coesfeld
- Darfeld, 2.862 inwoners, 10 km ten oosten van Holtwick, aan de provinciale weg Steinfurt - Coesfeld
- Osterwick, 4.808 inwoners, 6 km ten oosten van Holtwick. In dit dorp staat het gemeentehuis van Rosendahl.

Totaal aantal inwoners van de gemeente (tweede-woningbezitters niet meegeteld), per 31 december 2019: 11.107 (bron: website gemeente Rosendahl)

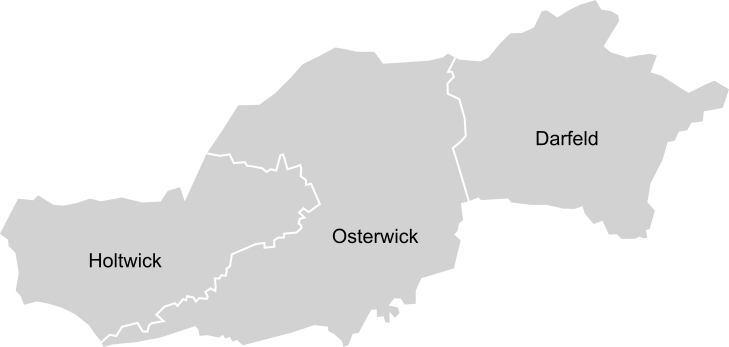
Situering kernen van Rosendahl

## Ligging, verkeer, vervoer
Rosendahl ligt in het Münsterland, in een enigszins heuvelachtig plattelandsgebied met een aantal kleine bossen.

### Aangrenzende gemeenten
| Aangrenzende gemeenten | Aangrenzende gemeenten | Aangrenzende gemeenten | Aangrenzende gemeenten | Aangrenzende gemeenten |
| ---------------------- | ---------------------- | ---------------------- | ---------------------- | ---------------------- |
| Legden                 |                        | Schöppingen            |                        | Horstmar               |
|                        |                        |                        |                        |                        |
| Stadtlohn              |                        |                        |                        |                        |
|                        |                        |                        |                        |                        |
| Coesfeld               |                        |                        |                        | Billerbeck             |

### Wegverkeer
De gemeente Rosendahl grenst in het westelijke gehucht Hegerort aan de Autobahn A31. De afritten Gescher/Coesfeld (nr. 33)  en Legden/Ahaus (nr. 32) liggen op ca. 10 resp. 7 km afstand van het dorp Holtwick. De Bundesstraße 474 Ahaus - Coesfeld loopt ook door Holtwick. Darfeld, 10 km verder oostelijk, ligt aan de regionale weg Steinfurt - Coesfeld.

### Openbaar vervoer
Aan de spoorlijn Gronau-Ahaus-Coesfeld-Dülmen v.v. is in Holtwick een station (Rosendahl-Ostwick) waar in beide richtingen ieder uur een stoptrein stopt.
Busvervoer is niet frequent. Er rijden op schooldagen scholierenbussen in de vroege ochtend naar de onderwijslocaties, o.a. te Coesfeld, en 's middags in de andere richting. Zeer incidenteel rijden er ook "gewone" lijnbussen van Holtwick via Schöppingen naar Münster en  van Osterwick naar Coesfeld. Een plaatselijk initiatief als alternatief voor een belbus of buurtbus is de lift-service, waarvoor men, door op bepaalde banken te gaan zitten, te kennen geeft, als lifter, in principe gratis, met iemand in de auto naar het volgende dorp te willen meerijden. Zie onderstaande afbeelding. In Bispingen bestaat dit verschijnsel Mitfahrbank eveneens.

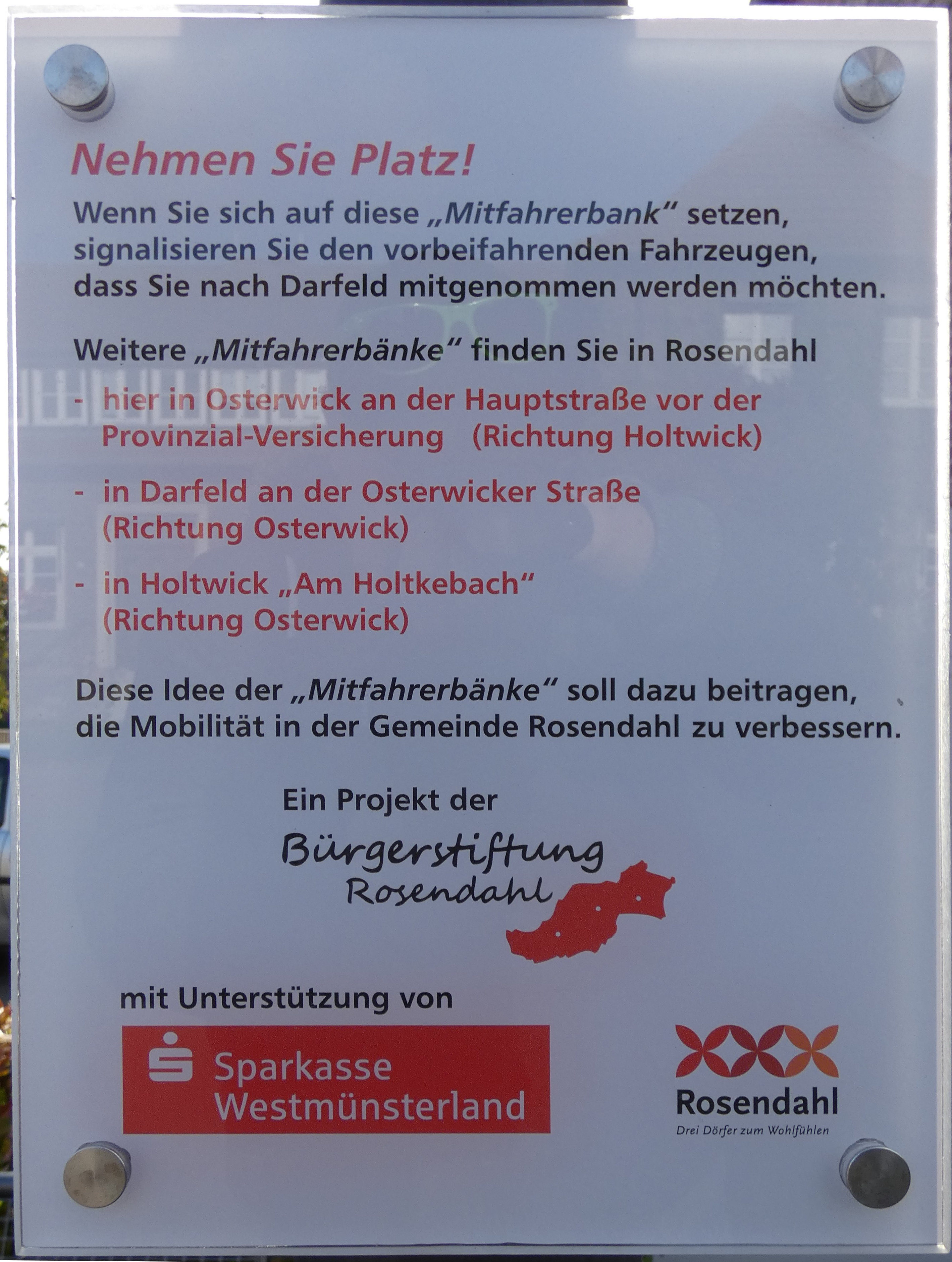
Liftersbank

### Waterwegen
Twee rivieren, de Dinkel en de Overijsselse Vecht, ontspringen als kleine beek in het gebied van de gemeente Rosendahl. De waterwegen zijn alleen van belang als waardevol natuurgebied, ze zijn, ook voor kano's, niet bevaarbaar.

## Economie
De gemeente bestaat van het toerisme (fietstoerisme, kastelen) en van de landbouw. 

## Geschiedenis
Alle drie de hoofddorpen zijn in de middeleeuwen als kerkdorp met eigen parochiekerk ontstaan. 
De gemeente Rosendahl heet naar een marke tussen Darfeld en Osterwick, die tot het midden van de 19e eeuw gemeenschappelijk weiland voor de boeren van beide dorpen was. In dit markegebied groeiden van nature veel heggenrozen, wat de naam verklaart.
De gemeente heeft in het algemeen de historische lotgevallen gedeeld van het Prinsbisdom Münster.  Ten gevolge van de invloed hiervan zijn bijna alle christenen in de gemeente rooms-katholiek gebleven. Na de Napoleontische tijd kwam Rosendahl toe aan het Koninkrijk Pruisen en vanaf 1871 aan het Duitse Keizerrijk.
In 1969 fuseerden de gemeentes  Darfeld en Osterwick tot de gemeente Rosendahl (voor de naamgeving zie boven). In 1975 werd bij een gemeentelijke herindeling Holtwick daar bijgevoegd.

## Bezienswaardigheden, toerisme

### Kastelen
- Kasteel Darfeld, 17e-eeuws, na brand in 1904 herbouwd; particulier bewoond, niet van binnen te bezichtigen. De kapel van het kasteel, in feite een middelgrote, rooms-katholieke kerk, is op een aantal dagen per jaar toegankelijk voor het bijwonen van de mis.
- Kasteel Varlar, 4 km ten zuiden van Osterwick; door leden van het adellijke geslacht Salm-Horstmar bewoond, niet van binnen te bezichtigen. Het kasteel was  van de stichting in 1123 tot 1803 een klooster van de premonstratenzers. In 1821 werden de gebouwen gesloopt en door de huidige vervangen.

### Overige
- De gemeente ligt in het Münsterland en is dus een etappepunt op vele langeafstandsfietsroutes.
- De nabije Baumberge noden ook tot wandeltochten.
- St.-Nicolaaskerk te Darfeld (gedeeltelijk 18e-eeuws, barokstijl; na hagelschade in de 19e eeuw ingrijpend gerenoveerd)
- St.Fabianus- en Sebastianuskerk te Osterwick, gedeeltelijk rond 1200 gebouwd in romaanse stijl; in het begin van de 20e eeuw ingrijpend gerenoveerd; de plafondschilderingen in de kerk dateren ook uit deze periode; tot het interieur van de kerk behoren talrijke voorwerpen uit de 12e-18e eeuw.
- De in 1861 gebouwde St. Nicolaaskerk te Holtwick bevat eveneens talrijke oude liturgische inventarisstukken uit de 17e-19e eeuw.
- De Barenborg is een klein natuurreservaat. Het moerassige gebied was vermoedelijk van de 10e tot de 14e of 15e eeuw een omgrachte  ringwalburcht.

## Belangrijke personen in relatie tot de gemeente

### Geboren
- Prins Eduard Max Vollrath Friedrich zu Salm-Horstmar (* 22 augustus 1841 op Kasteel Varlar bij Osterwick; † 23 december 1923 in Potsdam), Pruisisch generaal van de cavalerie, sportfunctionaris en rond het jaar 1900 lid van het Internationaal Olympisch Comité.[2]
- Heinrich Mussinghoff (Osterwick, 29 oktober 1940) emeritus- bisschop van het Bisdom Aken

### Overigen
- Maria van Goddelijk Hart (eigenlijk: Maria gravin Droste zu Vischering (1863-1899)) bracht haar jeugd door op Kasteel Darfeld.

## Partnergemeente
- Entrammes, Frankrijk, sinds 1969

## Afbeeldingen

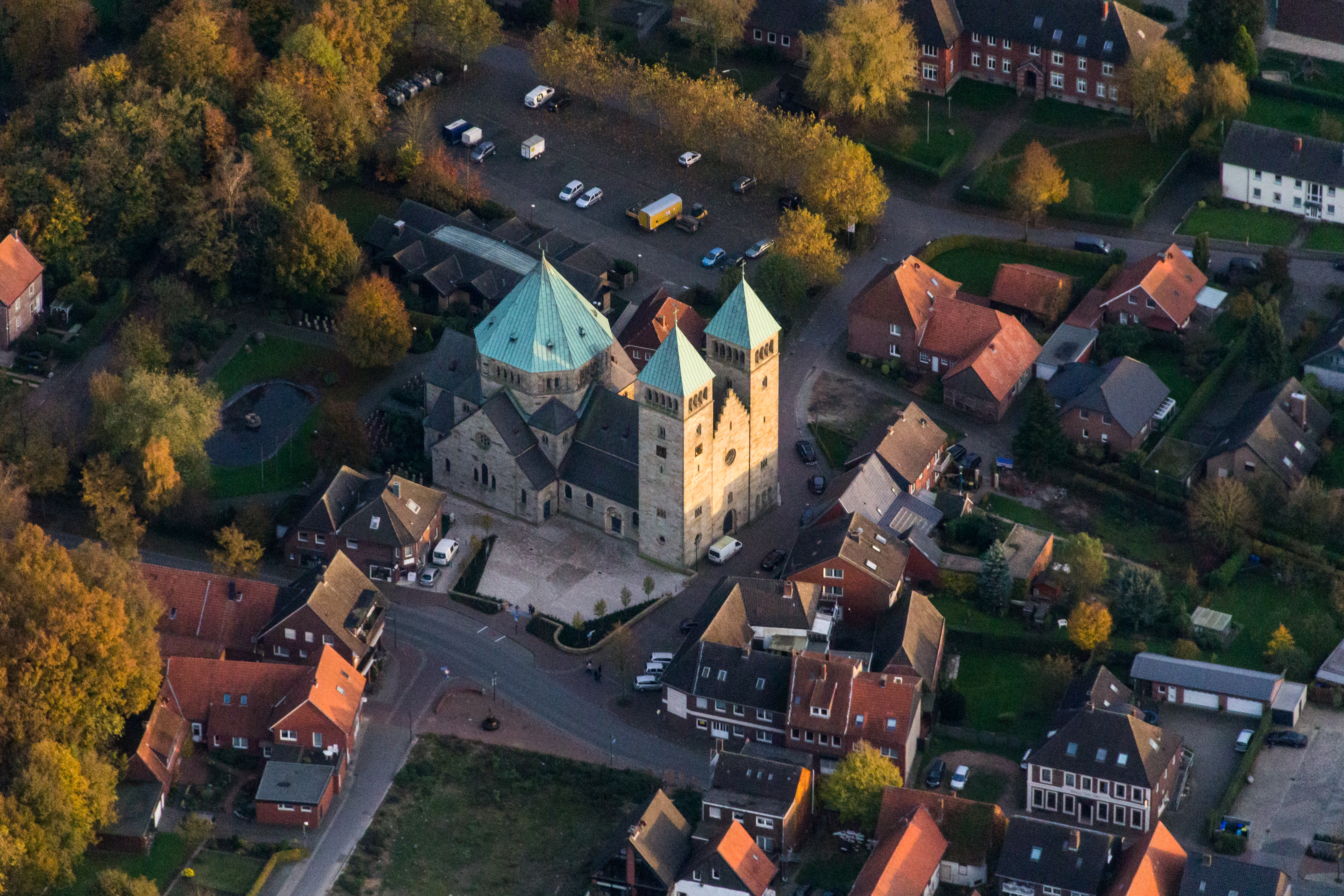
St.Fabianus- en Sebastianuskerk, Osterwick
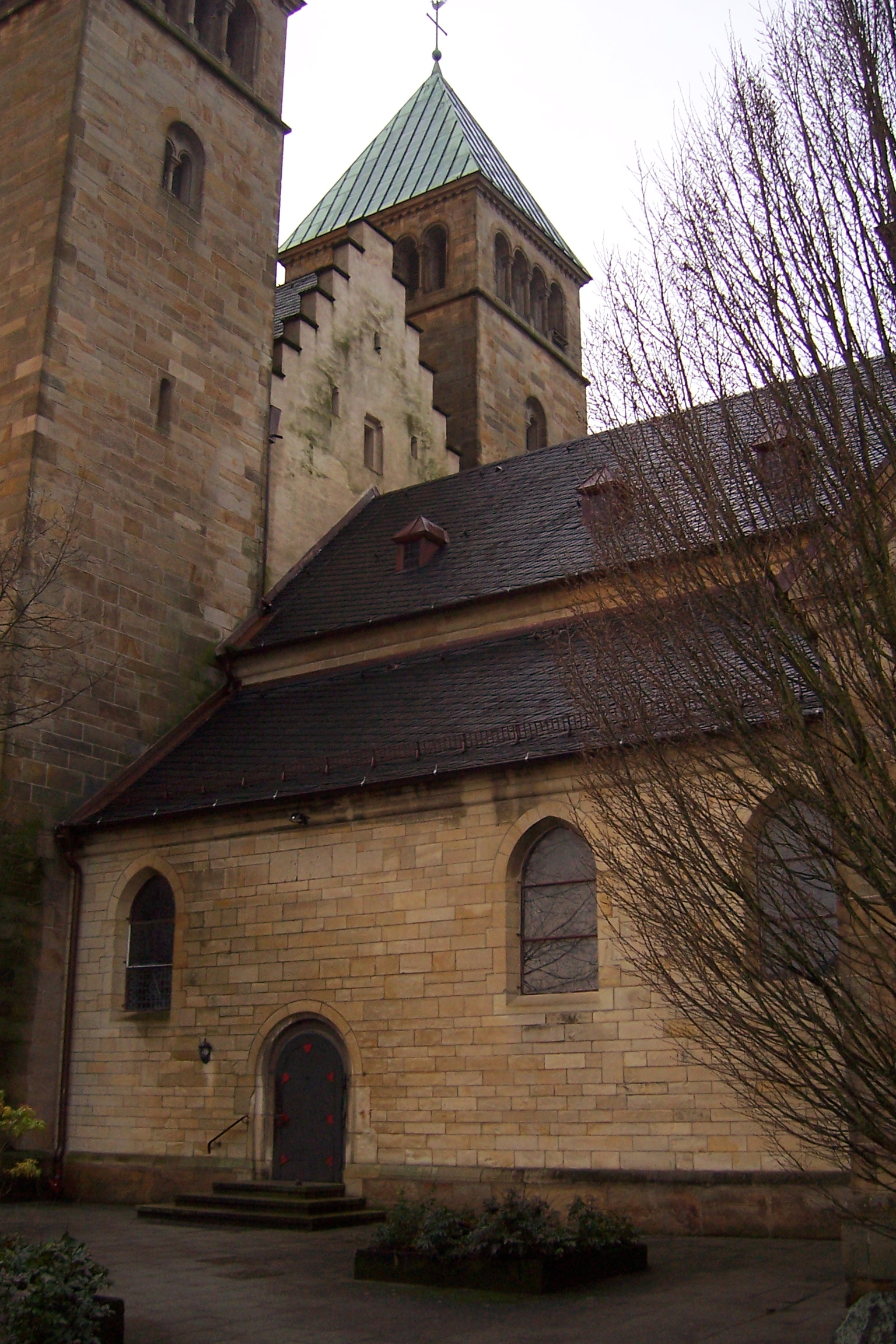
Het oudste gedeelte van deze kerk
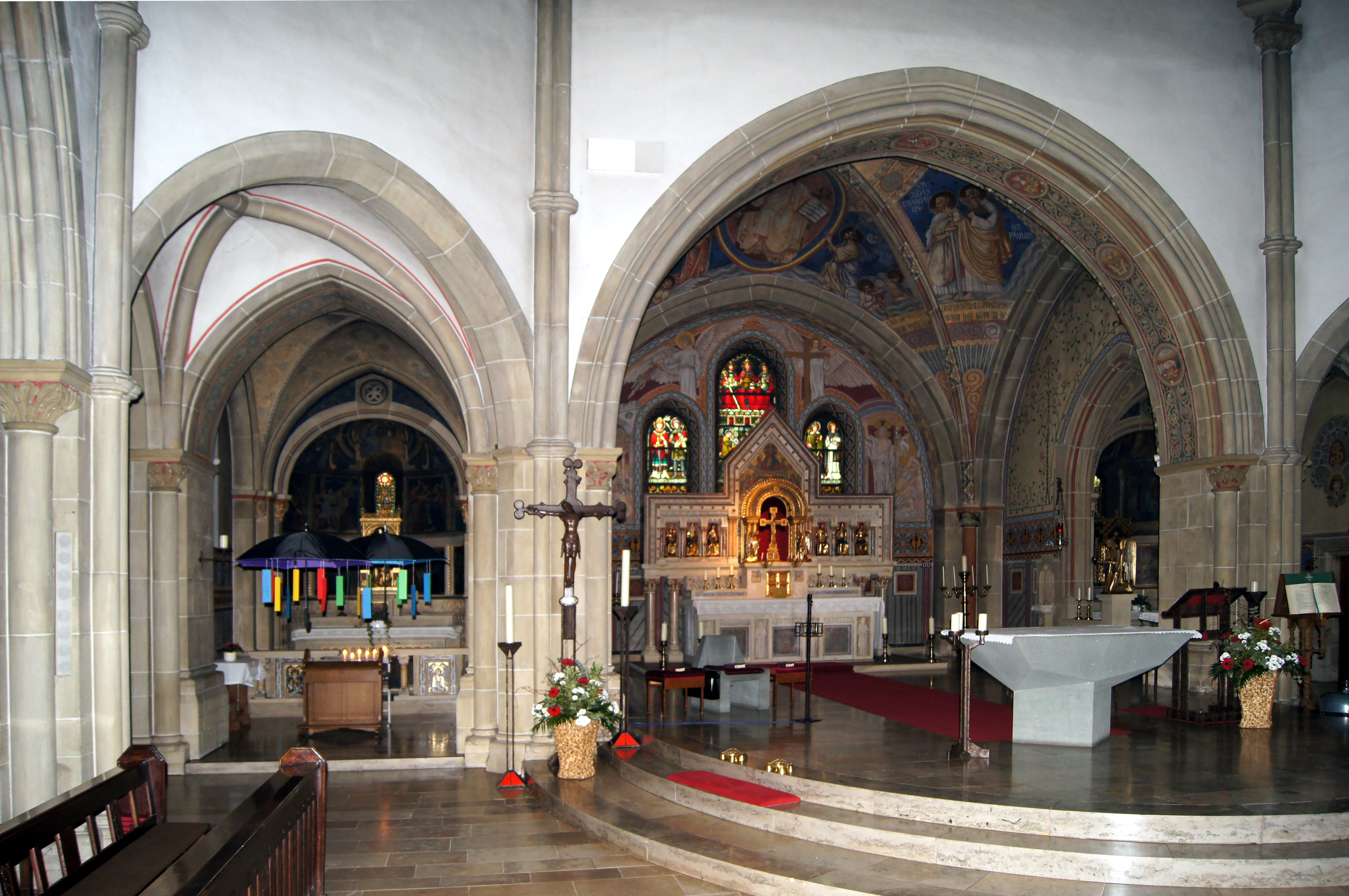
Interieur van deze kerk, met altaar
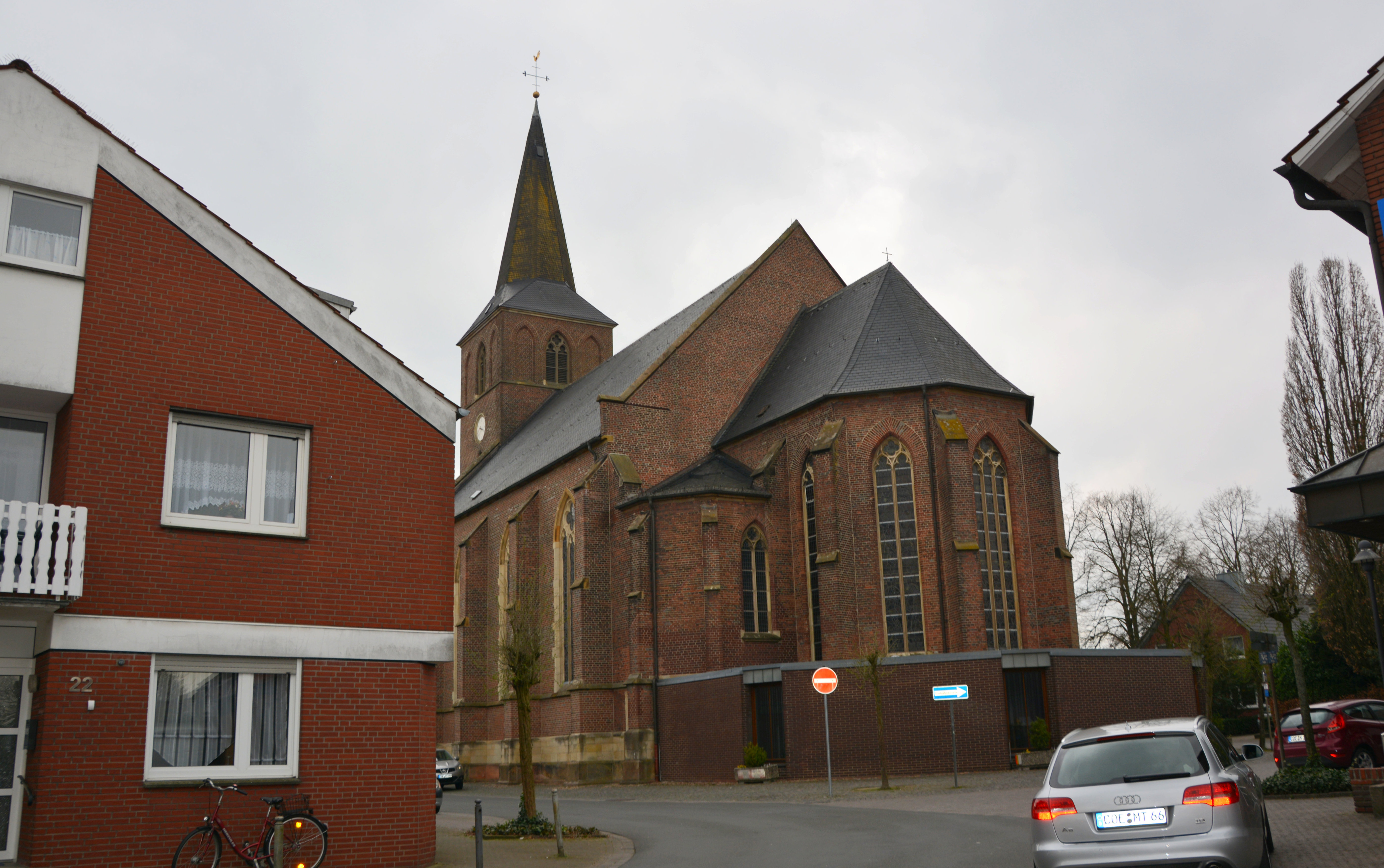
St.Nicolaaskerk, Holtwick
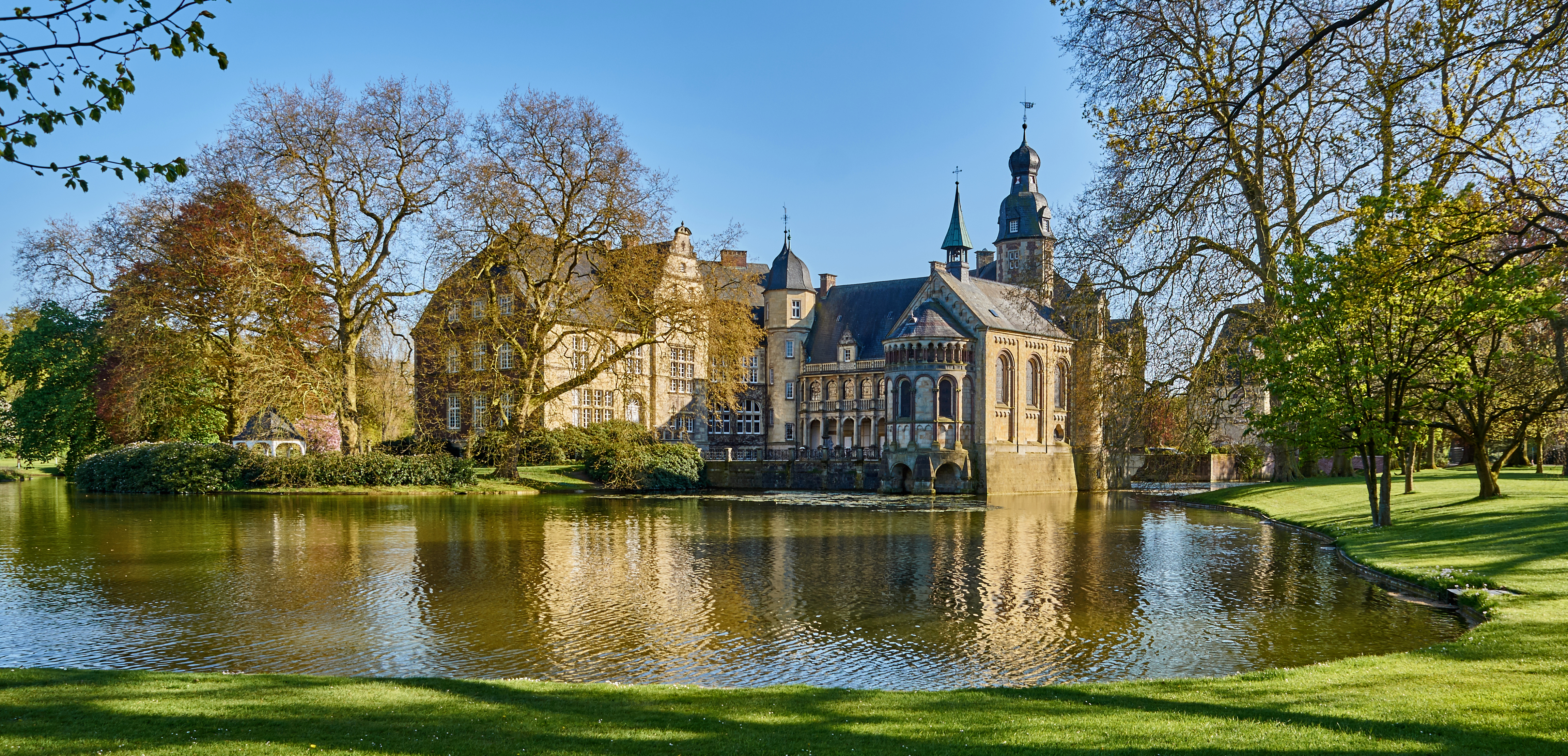
Kasteel Darfeld met kerk
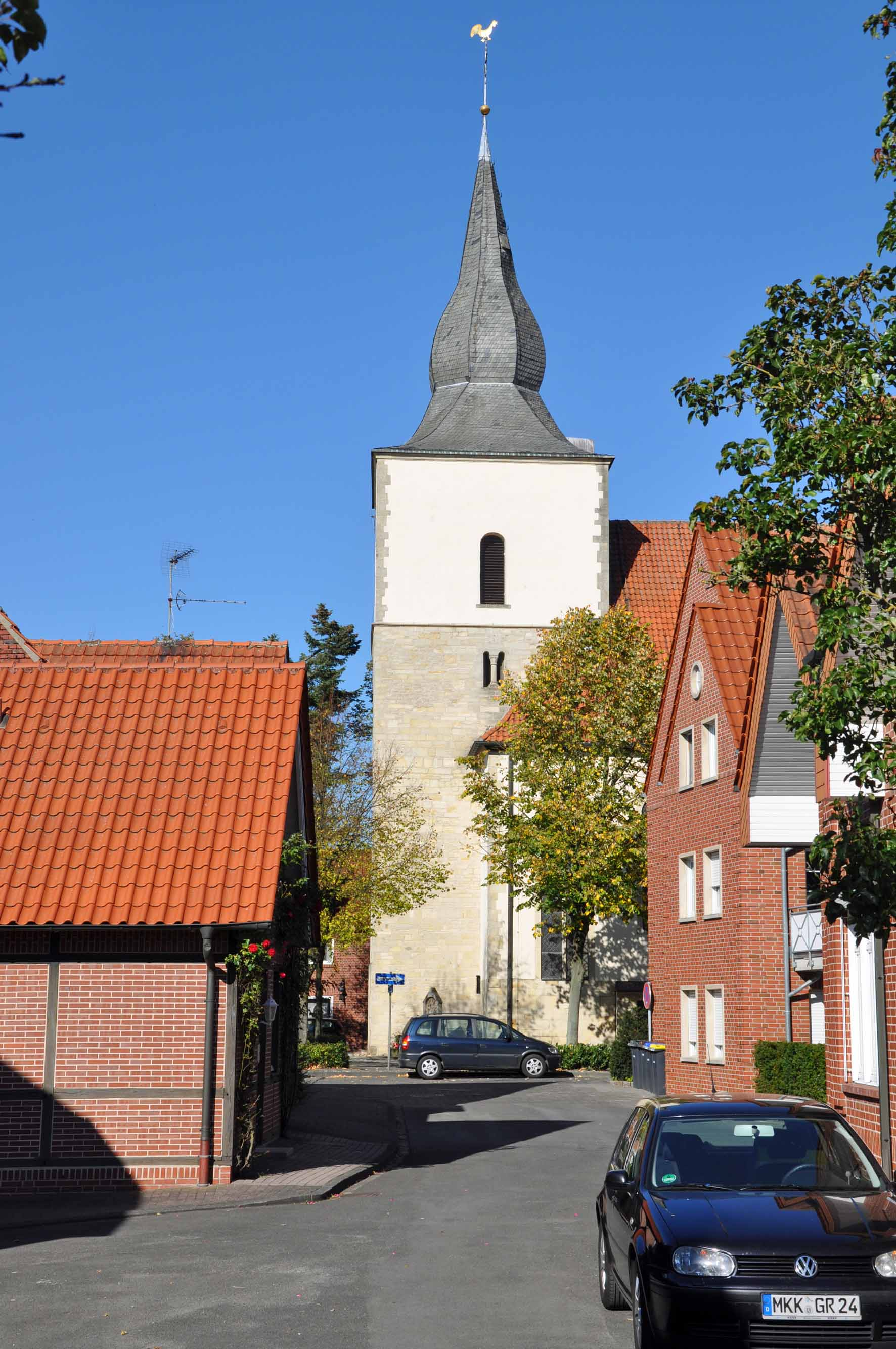
Darfeld, toren van de St.-Nicolaaskerk
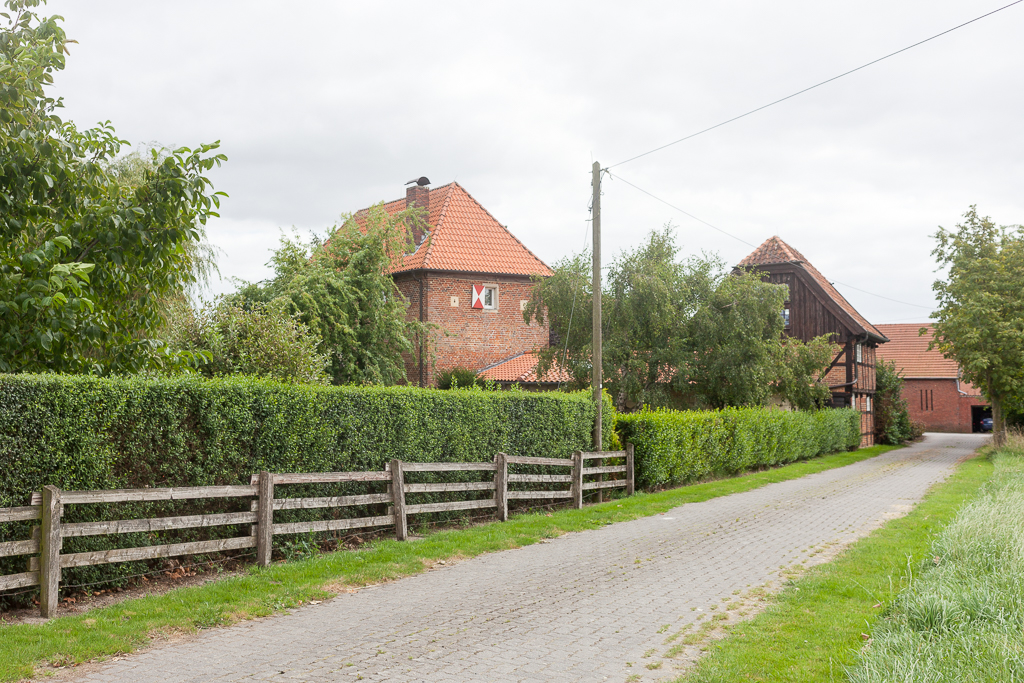
Darfeld, Haus Rockel
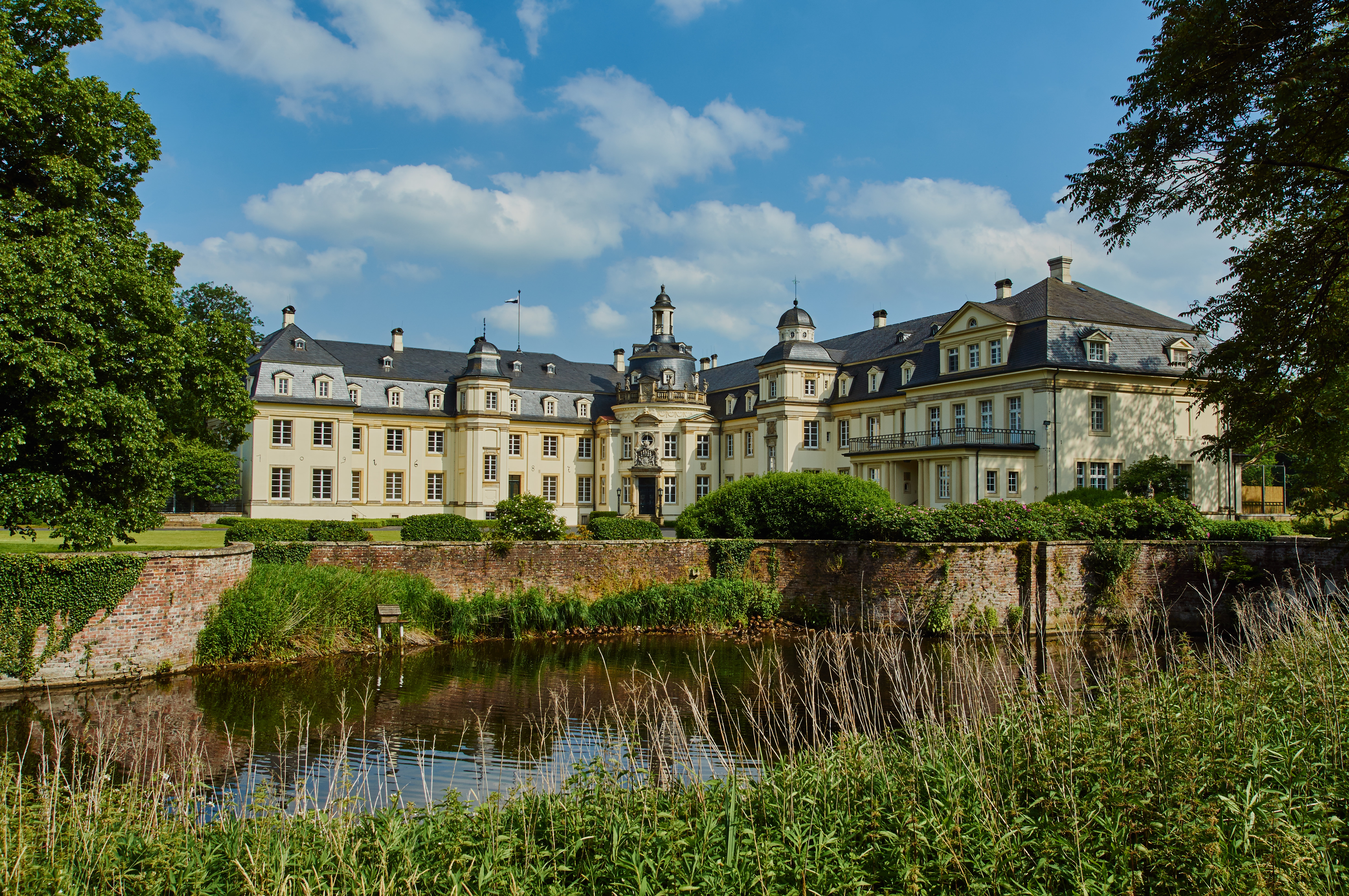
Schloss Varlar
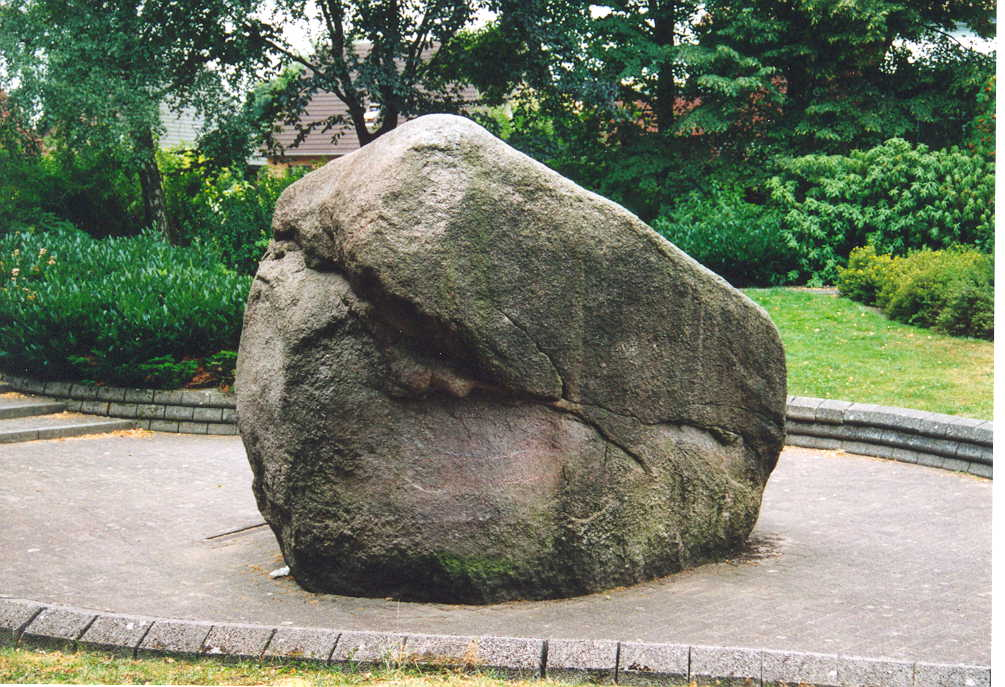
Zwerfsteen Holtwicker Ei aan de noordkant van Holtwick
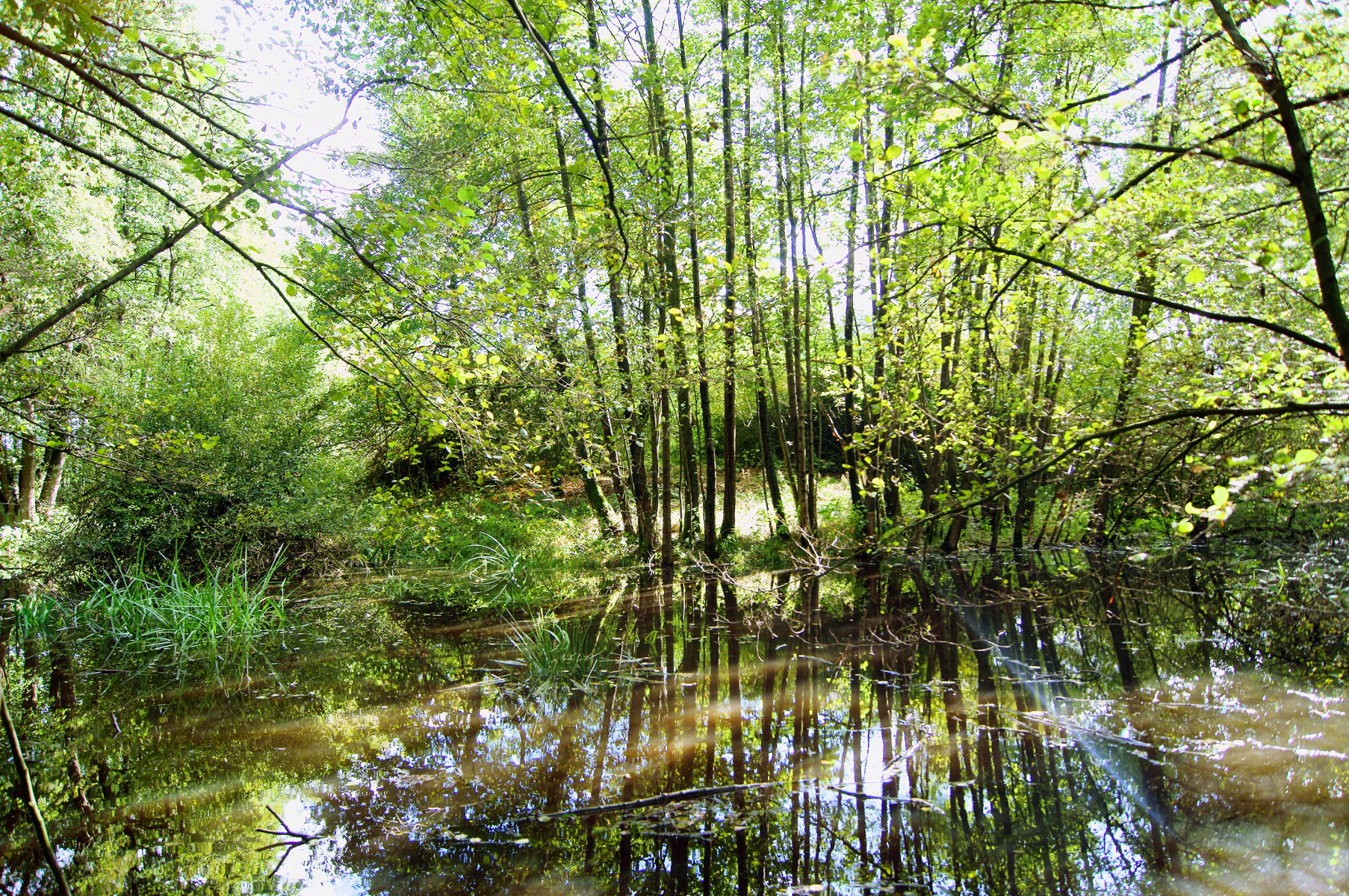
Barenborg
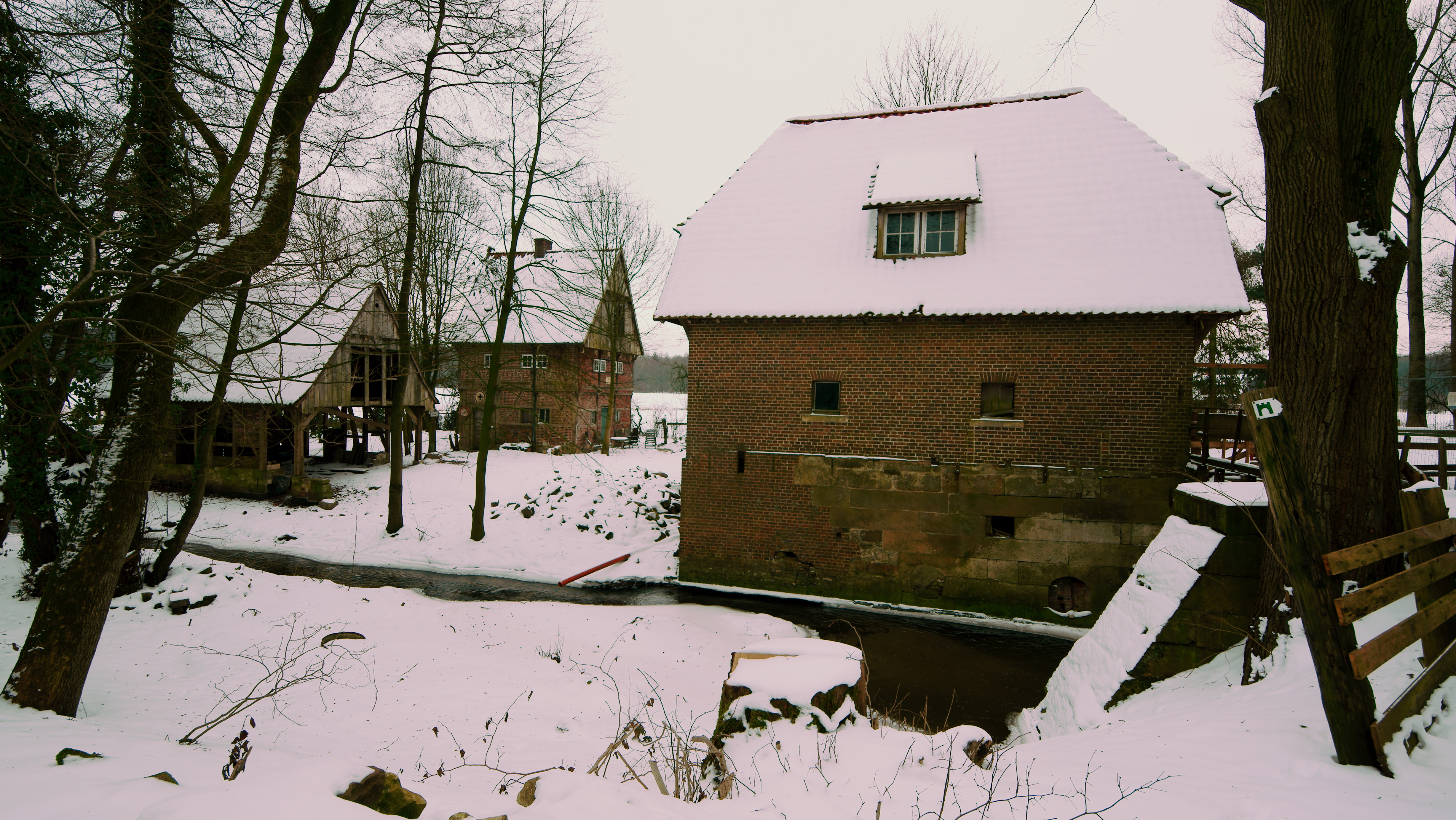
Watermolen van het voormalige klooster Klein-Burlo bij Darfeld (niet te bezichtigen)

Ascheberg · Billerbeck · Coesfeld · Dülmen · Havixbeck · Lüdinghausen · Nordkirchen · Nottuln · Olfen · Rosendahl · Senden